# Stop Funding Hate
Кампания Stop Funding Hate (пер. с англ. «Хватит платить за разжигание ненависти») ставит своей целью прекратить размещение рекламы в определённых британских газетах со стороны коммерческих компаний, поскольку эти СМИ «увеличивают объёмы продаж своих новостных изданий, подогревая страхи и разногласия в обществе».

## Развитие кампании
Начало кампании Stop Funding Hate положила команда из шести добровольцев во главе с Ричардом Уилсоном в августе 2016 года. Уже за первые три дня своей деятельности, они заработали более 70 тысяч отметок «нравится» в Facebook. А видео запуска кампании набрало более 6 миллиона просмотров за тот же период.
Stop Funding Hate обратилась к ряду коммерческих компаний, в том числе Aldi, Asda, Barclays, British Airways, Co-op UK, Gillette, Iceland, John Lewis, Marks & Spencer, Morrisons, Virgin Media и Waitrose, с просьбой прекратить размещение рекламы в таких газетах, как The Sun, Daily Mail и Daily Express.
Первым шагом кампании Stop Funding Hate было обращение к Virgin Media, где авторы утверждали, что ценности компании «идут вразрез с репутацией The Sun как газеты, публикующей недостоверные сообщения», и это заявление собрало подписи более чем 40,000 человек. Целью следующего шага кампании стала The Co-operative Group, в итоге директор компании Ричард Пенникук заявил, что «на следующий год они пересмотрят план по размещению рекламы с тем, чтобы понимать, могут ли они скорректировать его в сторону естественных источников поддержки, а не большего количества универсальной рекламы в СМИ». В ноябре 2016 года целью кампании и её сторонников, использующих хештег #StopFundingHate, стали рекламодатели газеты Daily Mail после публикации статьи о вынесении Верховным судом Великобритании окончательного решения о выходе страны из Европейского союза. В рождественской кампании, Stop Funding Hate выпустила пародийный рекламный ролик в стиле рождественских роликов John Lewis, обратившись к сети универмагов с просьбой прекратить размещать рекламу в определённых газетах.

## Результаты
В сентябре 2016 года Specsavers отказалась от рекламы в Daily Express после того, как в адрес газеты поступили многочисленные жалобы, в том числе со стороны Stop Funding Hate, поскольку данное издание финансирует «страхи и разногласия в обществе».
Бывший английский футболист Гари Линекер оказал поддержку кампании Stop Funding Hate, заявив, что он обсудил с компанией Walkers планы по размещению рекламы в газете The Sun. После призывов кампании и её сторонников, компания Lego объявила в ноябре 2016 года, что она сворачивает свою рекламу в газете Daily Mail, отмечая, что «в их дальнейшие планы по продвижению не входило размещение в данном издании». Тем самым, с момента запуска кампании Stop Funding Hate, Lego стала первой из компаний, отказавшихся от рекламы в одной из отмеченных газет.

## Критика
В своей статье для Press Gazette, журналист Доминик Понсфорд подверг критике кампанию Stop Funding Hate и её участников за то, что они призывают людей влиять на содержание газет, которые сами не читают, и выразил беспокойство по поводу рекламодателей, также влияющих на содержание газет. В ответ на статью Понсфорда, другой журналист Чарли Бринхёрст-Кафф заявил, что Доминик не принимал во внимание «полный вакуум ответственности в мире журналистики когда дело касается того, как содержание статьи будет влиять на аудиторию». В интернет-журнале Spiked, журналистка Наоми Фиршт охарактеризовала кампанию как «целиком и полностью о цензуре», заявив, что если потребители не согласны с содержанием газет, то пусть просто не покупают эти газеты. Stop Funding Hate ответила на критические замечания по поводу цензуры, объяснив, что они «полностью поддерживают свободу выбора и не призывают убирать публикации из продажи».